# Draadomroep

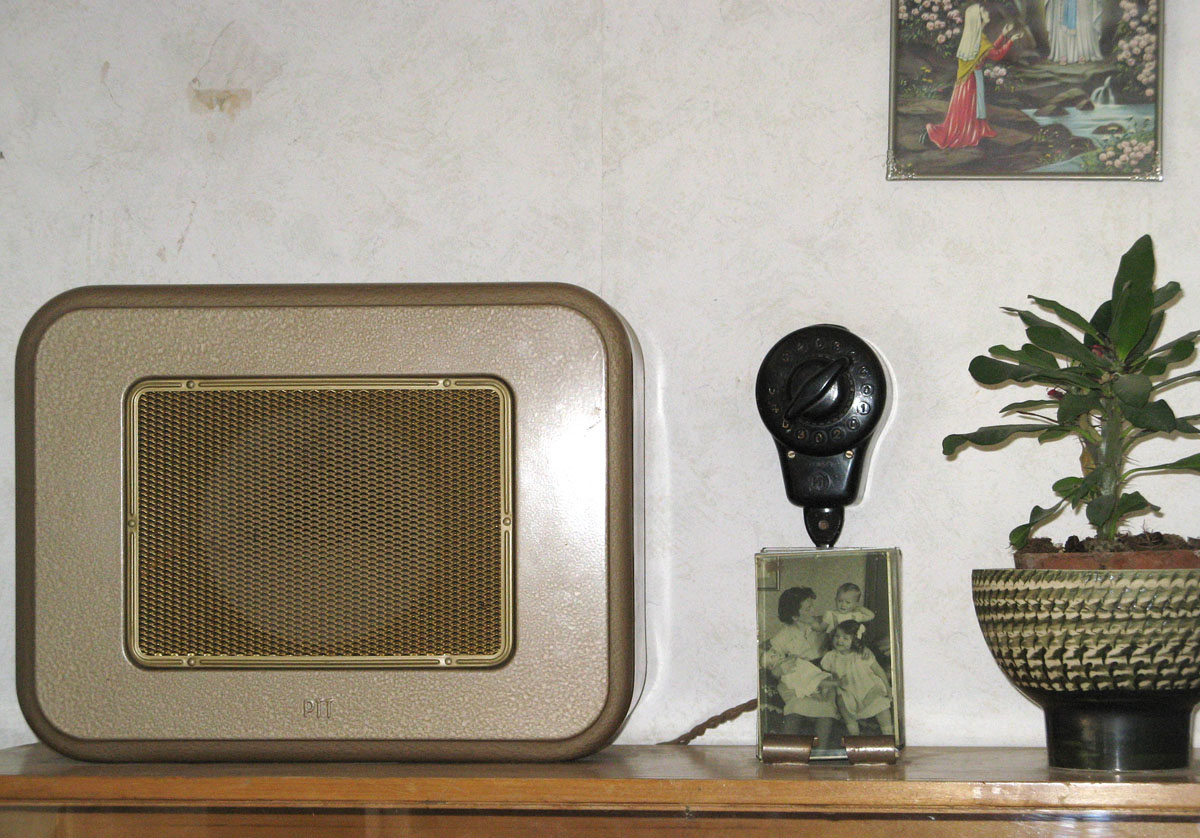
Luidspreker en keuzeschakelaar van de draadomroep in het Nederlands Openluchtmuseum in Arnhem (2009)

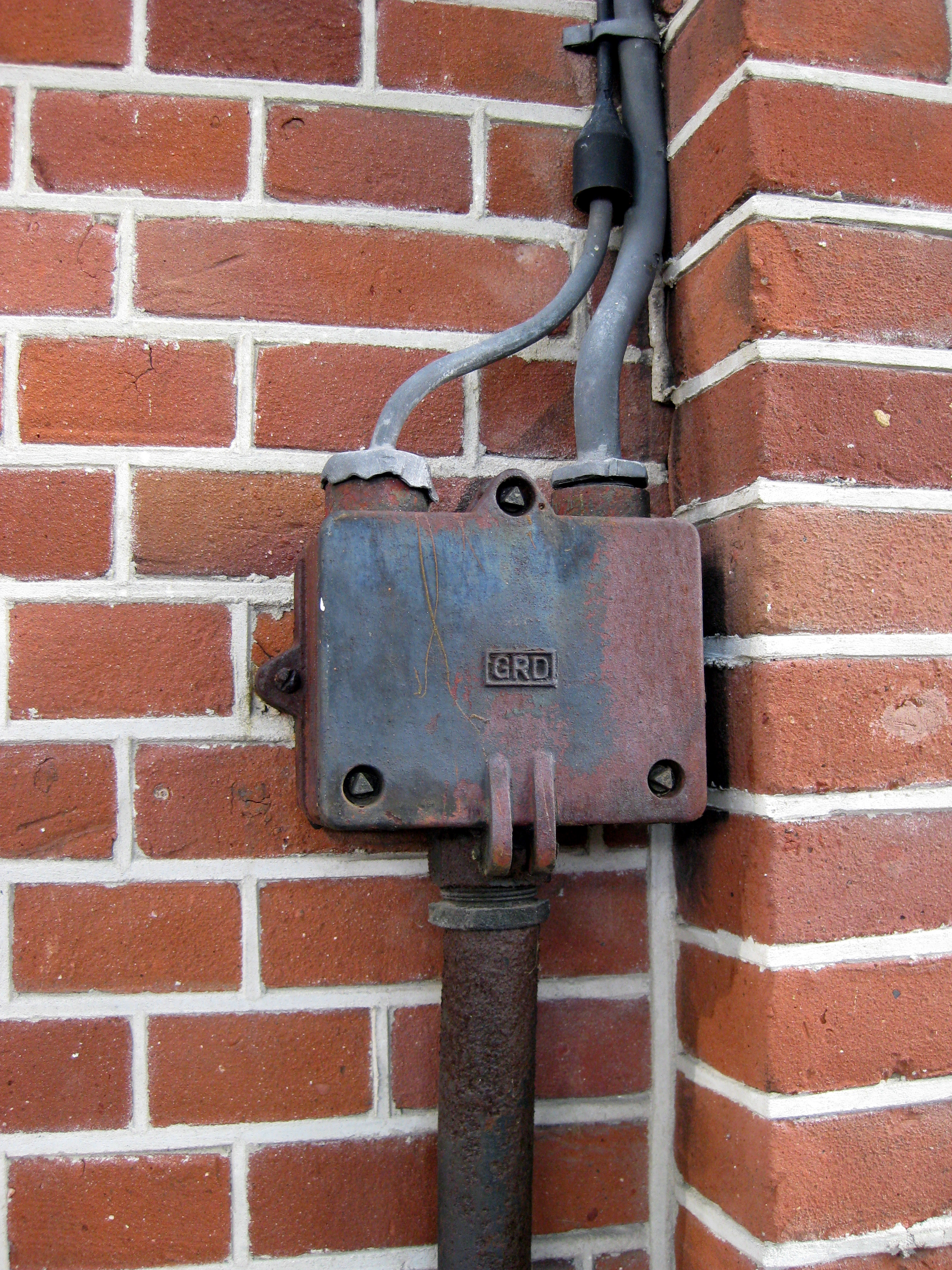
Distributiekastje van de Gemeentelijke Radiodistributie Dienst te Utrecht (2010)

Draadomroep, voorheen radiodistributie of radiocentrale geheten, was een faciliteit voor het doorgeven van radioprogramma's via een kabel (draad). Dit had als voordeel dat men niet zelf over een radiotoestel hoefde te beschikken en bovendien een veel betere ontvangst had met een betere geluidskwaliteit. De draadomroep is een voorloper van de latere kabeltelevisie en de digitale netwerken voor kabelinternet.

## Nederland
De eerste aanzet tot de draadomroep in Nederland kwam in 1921 door de radioamateur Janus Bauling uit Koog aan de Zaan, die tegen een bijdrage extra luidsprekers bij zijn buren installeerde waarmee deze zonder zelf een radio te hebben toch konden luisteren. In 1924 kwam de eerste echte uitzending van de draadomroep van Bauling via vijf aansluitingen. In de directe jaren daarop zou de draadomroep op meerdere plaatsen in Nederland vele abonnees krijgen.
Tijdens de Tweede Wereldoorlog verbood de Duitse bezetter het bezit van radio's, zodat het moeilijker werd radiozenders van de geallieerden te ontvangen, in het bijzonder Radio Oranje en de BBC. Ontvangst van door de bezettingsautoriteiten goedgekeurde programma's via de radiodistributie was daarna de enige legale luistermogelijkheid. De Duitsers bepaalden in 1943 ook dat alle radiodistributienetten, waaronder particuliere, in Nederland werden ondergebracht bij het staatsbedrijf der PTT. In de jaren na de Tweede Wereldoorlog werd dit monopolie in stand gehouden.
Vanaf 1958 plaatst de PTT in nieuwe woningen zogenaamde standaardaansluitpunten. Het PTT-stopcontact in de woning bevat dan behalve de telefoonaansluiting ook een aansluiting voor de draadomroep. 
Een abonnee van de draadomroep kreeg een schakelkastje aan de muur. Hierop bevonden zich een vierstandenschakelaar om een zender te kiezen en een regelaar voor de geluidssterkte. Op het kastje werd een luidspreker aangesloten. Netvoeding was niet nodig.
De abonnee kon kiezen uit Hilversum 1, Hilversum 2 en een selectie uit twee buitenlandse zenders. In de programmabladen werd aangekondigd welke buitenlandse programma's ontvangen konden worden. In 1965 werd een van de buitenlandse zenders vervangen door Hilversum 3. Op het vierde kanaal zat meestal een buitenlandse zender met klassieke muziek. Mede door de beperkte zenderkeuze en het "kneuterige" uiterlijk van een simpele luidspreker aan een draad met draaiknop, werd draadomroep niet altijd beschouwd als een volwaardige vorm van radio-ontvangst. Ondanks de vaak betere ontvangst van zenders via de draadomroep werd door velen een volwaardige radio met vrije zenderkeuze toch hoger aangeslagen.
Het laatste radiodistributienet werd op 31 januari 1975 opgeheven. Overigens was al in 1964 besloten om het systeem niet langer uit te breiden, vooral vanwege het beperkte aantal mogelijke programma's. Draadomroep is in andere gedaante blijven bestaan in de vorm van centrale antenne-inrichtingen (cai) en kabelnetten.
De Nederlandse Eerste en Tweede Kamer hebben nog steeds een interne draadomroep, die in de diverse werkkamers in het gebouw gehoord kan worden. De draadomroep van de Tweede Kamer (Tweede Kamerlijn genaamd) werd tot 2016 doorgegeven op de meeste Nederlandse kabelnetten.
Ook sommige kerkgenootschappen houden er nog steeds een draadomroep op na ten behoeve van kerkradio voor mindervaliden en zieken. Verder zijn er diverse lokale omroepen in den lande, waaronder amateur-concertzenders, die als draadomroep beschikbaar gesteld werden en voortleven als kabelradiokanaal.